# Elisabeth Real
Elisabeth Real eller Elizabeth Real Pascal Marin, död 1777, var en fransk affärsidkare i New Orleans. Hon tillhörde de första europeiska nybyggarkvinnorna i Louisiana och i New Orleans. Hon var den verkliga personen bakom det berömda Madame John's Legacy i French Quarter, en av stadens bäst bevarade byggnader från den koloniala perioden, och en av de få som överlevde branden 1794.

## Biografi
Elisabeth Real tillhörde de kvinnor som deporterades till den nygrundade kolonin Louisiana under John Laws epok (1718–1720) för att bli hustrur till nybyggarna. Hon tillhörde därmed de första europeiska kvinnorna i Louisiana. De kvinnor som på detta sätt skickades till Louisiana beskrevs som till majoriteten före detta kriminella och prostituerade. Elisabeth Real ska ännu inte ha fyllt tjugo, hon var illitterat, och kom från Oléron vid Bordeaux. Hon var möjligen samma person som "Marie Real" från Oléron vid Bordeaux, som lämnade Bordeaux på väg till New Orleans på fartyget Marie den 23 maj 1718 som ofri tjänare till Antoine-Simon Le Page du Pratz.

### Affärsverksamhet
Elisabeth Real gifte sig med en nybyggare, kapten Jean Pascal, som var den första person som tilldelades den tomt i det nygrundade New Orleans där det senare berömda huset Madame John's Legacy uppfördes. Hon blev änka när maken dödades under Natchezmassakern i närheten av Natchez i Mississippi 1729, och gifte då om sig med François Marin. Endast ett av hennes barn levde till vuxen ålder. Båda hennes äkta män var handlande med egna båtar, och grundade inofficiellt sin förmögenhet på smuggling, vilket på den tiden var det vanliga för New Orleans elit. Hennes andre make listades formellt även som värdshusvärd, en verksamhet som drevs från det hus hon ärvt av sin förste make. Huset hade hela bottenvåningen upplåten åt förvaringslokaler, vilket gjorde det populärt för resande handelskaptener som hennes make. Verksamheten sköttes i verkligheten av henne genom en fullmakt, vilket var vanligt för de handelskaptener som ofta var ute och handlade med sina båtar längs Mississippifloden och Västindien och via fullmakt lämnade över verksamheten åt sina hustrur under sin frånvaro. Hennes värdshus innefattade uppenbarligen både en spelsalong, varulager och en trädgård i fransk stil.
Efter sin andre makes död cirka 1740 fortsatte hon att som änka spela en framstående roll i stadens affärsliv. Det finns flera dokument bevarade om hennes affärstransaktioner: det faktum att hon aldrig lärde sig läsa och skriva tycks inte ha hindrat hennes aktivitet, och hon fick uppenbarligen sina affärsdokument skrivna åt sig. Hon ska ha blivit en både respekterad och framgångsrik affärskvinna i New Orleans. Hon blev nog förmögen att kunna sända sin son för att få sin utbildning i Frankrike. Hennes dotter och dotterdöttrar gifte in sig i kolonins elit, vilket gjorde henne till en stammor för flera senare välkända kreolska familjer, och hon umgicks med medlemmar av kolonins styrande råd. I hennes inventarier listas lyxföremål som kinesiskt porslin, bestick med elfenbensdetaljer, spelbord, sidentyger och silverprydnader. Hon ägnade sig inte åt plantagedrift och ska bara ha ägt en enda slav, Mariana.

## Eftermäle
Elisabeth Real är känd för sitt bevarade testamente, som i själva verket utgjordes av två: ett från 1769 och ett från 1771. Hennes hus blev senare felaktigt kallat 'Madame John's Legacy' trots att hon aldrig bar namnet John. Det berömda Madame John's Legacy i French Quarter skadades under branden 1788, men byggdes upp igen i samma stil, och efter branden 1794 betraktas det som en av de få husen i ren fransk kolonialstil som finns bevarade i New Orleans.